# Tonnerre (1875)
Tonnerre — броненосець берегової оборони  (технічно - брустверний монітор), головний корабель типу «Тоннер». Спущений на воду в 1875 році, він був прийнятий на озброєння в 1879 році і виключений зі списків флоту в 1905 році.

## Історія служби
Будівництво монітора «Тоннер» почалося в арсеналі Лорьяну у жовтні 1873 року. Він був спущений на воду у вересні 1875, а потім оснащений у 1879 року. Призначений для захисту узбережжя Франції, він використовувався потім як торпедний склад у 1890-х роках. Остаточно вилучено зі списків флоту у 1905 році.